# متولد شرق لس‌آنجلس
متولد شرق لس‌آنجلس (به انگلیسی: Born in East LA) فیلم سینمایی کمدی آمریکایی محصول ۱۹۸۷ که چیچ مارین آن را، بر اساس ترانه‌ای به همین نام، نوشته و کارگردانی کرده‌است. این فیلم دربارهٔ شخصیت رودی روبلز، مکزیکی آمریکایی ساکن لس آنجلس شرقی، است که به‌اشتباه با یک بیگانه غیرقانونی اشتباه گرفته و از کشور اخراج می‌شود. 

## خلاصه داستان فیلم
شهروندی زادهٔ آمریکا که لهجهٔ مکزیکی دارد به‌اشتباه به مکزیک تبعید می‌شود. او برای بازگشت به وطن و خانه‌اش مجبور می‌شود همه چیزش را به خطر بیندازد.